# علی اسفندیاری (ورزشکار)
علی اسفندیاری (زاده ۳ فروردین ۱۳۶۱ - ری) ووشوکار اهل کشور ایران است.

## سوابق
- مدیر فنی تیم ملی دانشجویان ووشو.